# Культурная икона

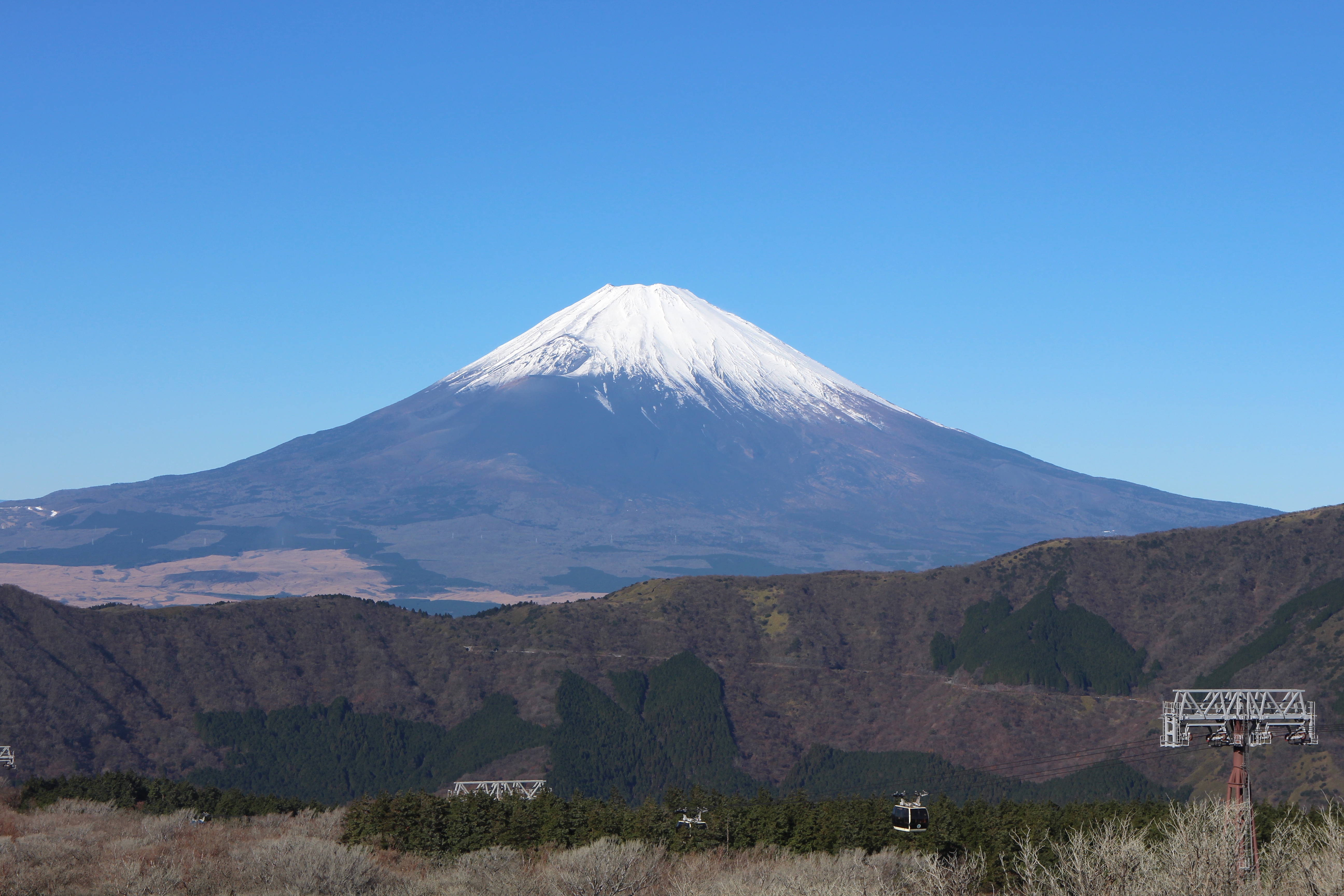
Гора Фудзияма обычно используется как культурная икона Японии

Культурная икона — это человек или артефакт, который ассоциируется представителями культуры, как представление их культуры. Процесс идентификации субъективен, и о «иконах» судят по степени, в которой их можно рассматривать как подлинный символ данной культуры. Когда люди воспринимают культурную икону, они соотносят ее со своими общими представлениями о представленной культурной самобытности. Культурные иконы также могут быть идентифицированы как аутентичное представление практик одной культуры другой.
В популярной культуре и других местах термин «икона» используется для описания широкого круга людей, мест и вещей. Некоторые комментаторы считают, что словом «икона» злоупотребляют.

## Примеры

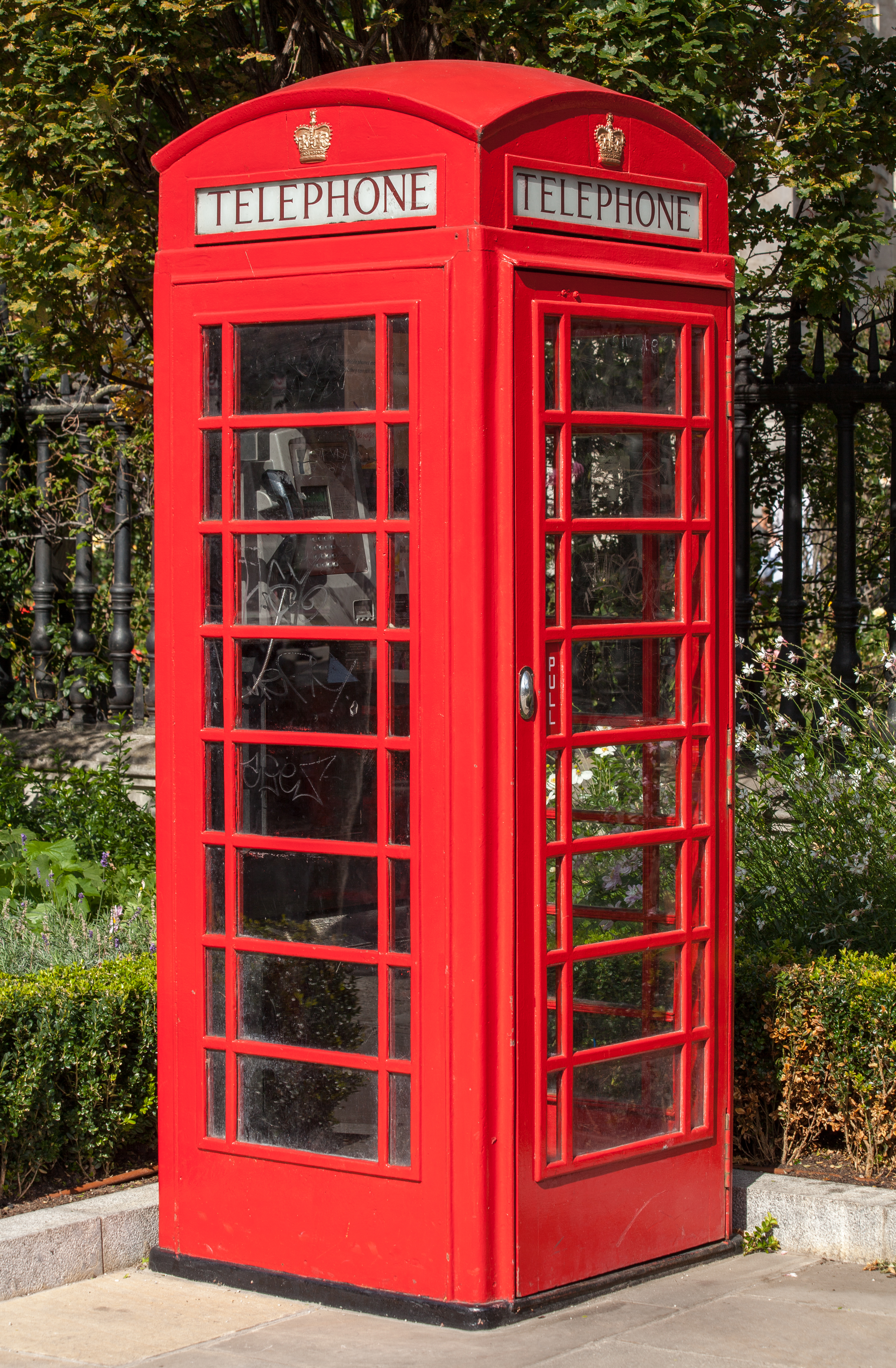
Красная телефонная будка – икона британской культуры

Согласно Канадскому журналу коммуникаций, в академической литературе все нижеперечисленное описывается как «культурные иконы»: Шекспир, Опра, Бэтмен, «Анна из Зелёных мезонинов», ковбой, поп-певицы 1960-х, лошадь, Лас-Вегас, библиотека, кукла Барби, ДНК и «Нью-Йорк Янкис». 
В 2006 году был проведен веб-опрос, позволяющий общественности выдвигать свои идеи в качестве национальных икон Англии, и результаты показывают диапазон различных типов иконок, связанных с английским взглядом на английскую культуру. Одним из примеров является красный AEC Routemaster лондонский двухэтажный автобус.
Джеймса Дина описывают как культурную икону, описывающую юношеское разочарование и социальное отчуждение, благодаря своим ролям. Таким образом он стал символом поколения, отражающего свободу, социальную несправедливость и мятежный дух. Его имя используется в множестве песен, его именем назван самолёт Boeing 767. Также снято множество документальных и художественных фильмов.
Матрешки рассматриваются во всем мире как культурные иконы России. В бывшем же Советском Союзе символ серпа и молота и статуи Владимира Ленина представляли самые выдающиеся культурные иконы страны.
Ценности, нормы и идеалы, представленные культурной иконой, могут различаться у тех, кто отождествляет себя с ней, и тем более у тех, кто может интерпретировать ее таким образом, чтобы она символизировала различные ценности. Таким образом, яблочный пирог является культурной иконой Соединенных Штатов, но его значение у разных американцев разное.
Национальные иконы могут стать мишенями для тех, кто выступает против режима или критикует его, например, толпы разрушают статуи Ленина в Восточной Европе после падения коммунизма или сжигают американский флаг в знак протеста против действий США за рубежом.
Религиозные иконы также могут стать культурными иконами в обществах, где религия и культура глубоко переплетены, например, изображения Мадонны в обществах с сильной католической традицией.

## Критика
Описание чего-либо как культового или как иконы стало очень распространенным в популярных СМИ и Интернете. Это вызвает критику со стороны некоторых: так, например, автор в Liverpool Daily Post называет «iconic» «словом, от которого у меня мурашки по коже», словом, «применяемым для описания практически всего». Марк Ларсон из Christian Examiner  назвал «iconic» часто используемым словом, обнаружив более 18 000 употреблений «iconic» только в новостных сюжетах, и еще 30 000 — для «icon».

## Типы
- Архитектурная икона[англ.]
- Гей-икона
- Поп-икона[англ.]